# Santuario Hirota
El santuario Hirota (廣田神社 Hirota-jinja?) es un santuario sintoísta en la ciudad de Nishinomiya, en la prefectura de Hyōgo, Japón. Se considera uno de los santuarios más antiguos del país. Hirota da nombre al municipio, ya que Nishinomiya significa "santuario del oeste".

## Historia

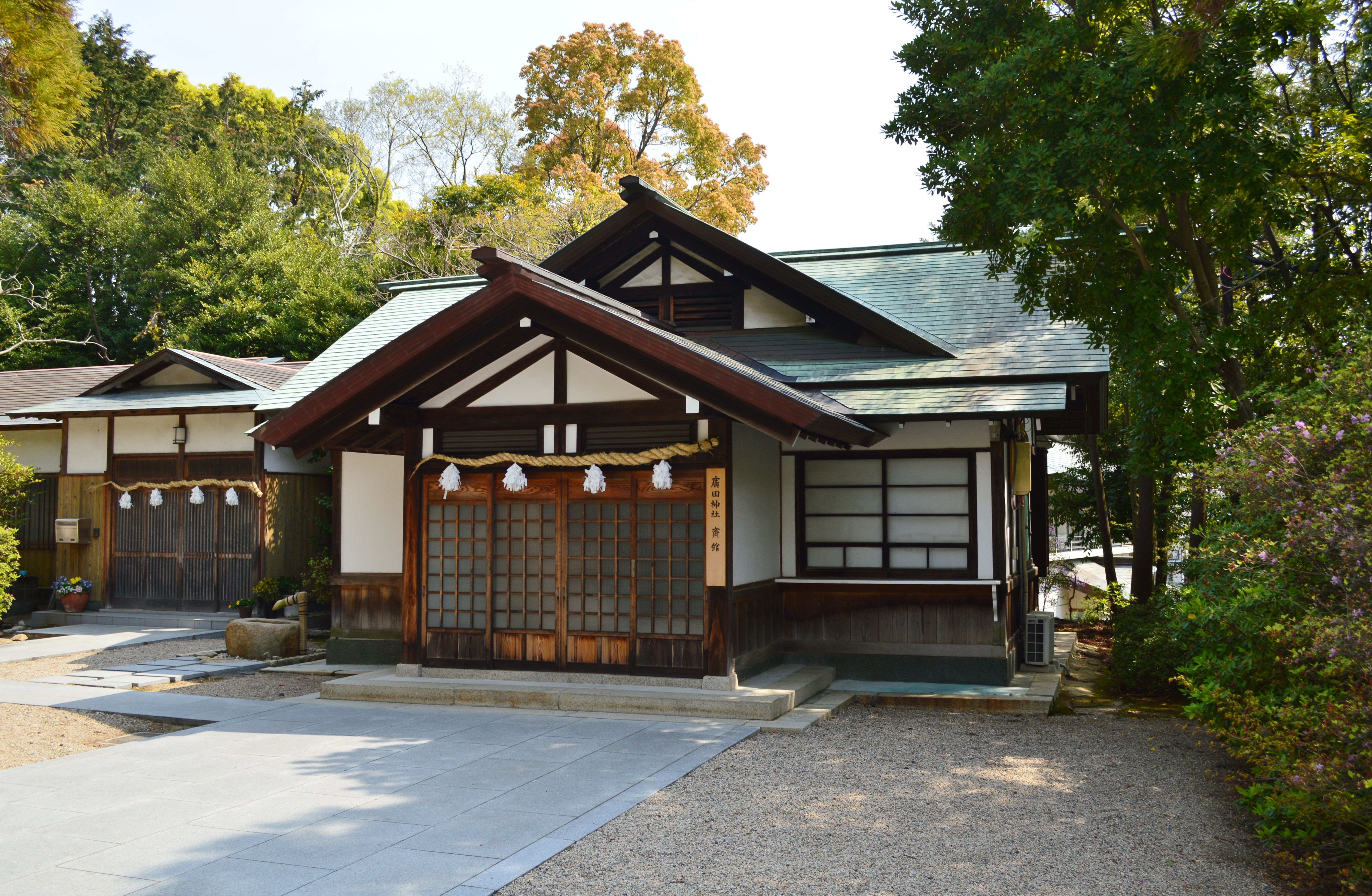
El salón saikan

El santuario Hirota es uno de los tres santuarios que, según el Nihon Shoki, una crónica épica histórica, fue establecido por la emperatriz Jingū en el siglo III. Según la leyenda, Amaterasu, diosa del sol y posiblemente el kami más importante del sintoísmo, habló con la emperatriz y declaró que ella y los demás dioses de Japón debían estar consagrados en Hirota, Nagata, Ikuta y Sumiyoshi. La emperatriz consorte, tras seguir los designios de la diosa, logró sus ambiciones políticas.
El santuario se convirtió en objeto de patrocinio imperial durante el período Heian temprano. En 965, el emperador Murakami ordenó que se enviaran mensajeros imperiales para informar de eventos importantes al guardián kami de Japón. Estos heihaku se presentaron inicialmente en 16 santuarios; en 991, el emperador Ichijō agregó tres santuarios más a la lista de Murakami, incluido Hirota.
En el siglo XI, bajo el emperador Shirakawa, el santuario Hirota fue designado como "uno de los veintidós santuarios honorables de la nación" y recibió el título de "Gran Santuario de Hirota". Actualmente es el único gran santuario de Hyōgo. Otros pueden usar el término taisha (gran santuario), pero no tienen la distinción imperial que destaca a Hirota.
Desde 1871 hasta 1946, fue designado oficialmente como uno de los Kanpei-taisha (官 幣 大 社?), lo que significa que se posicionó en el primer rango de santuarios apoyados por el gobierno.

## Festivales

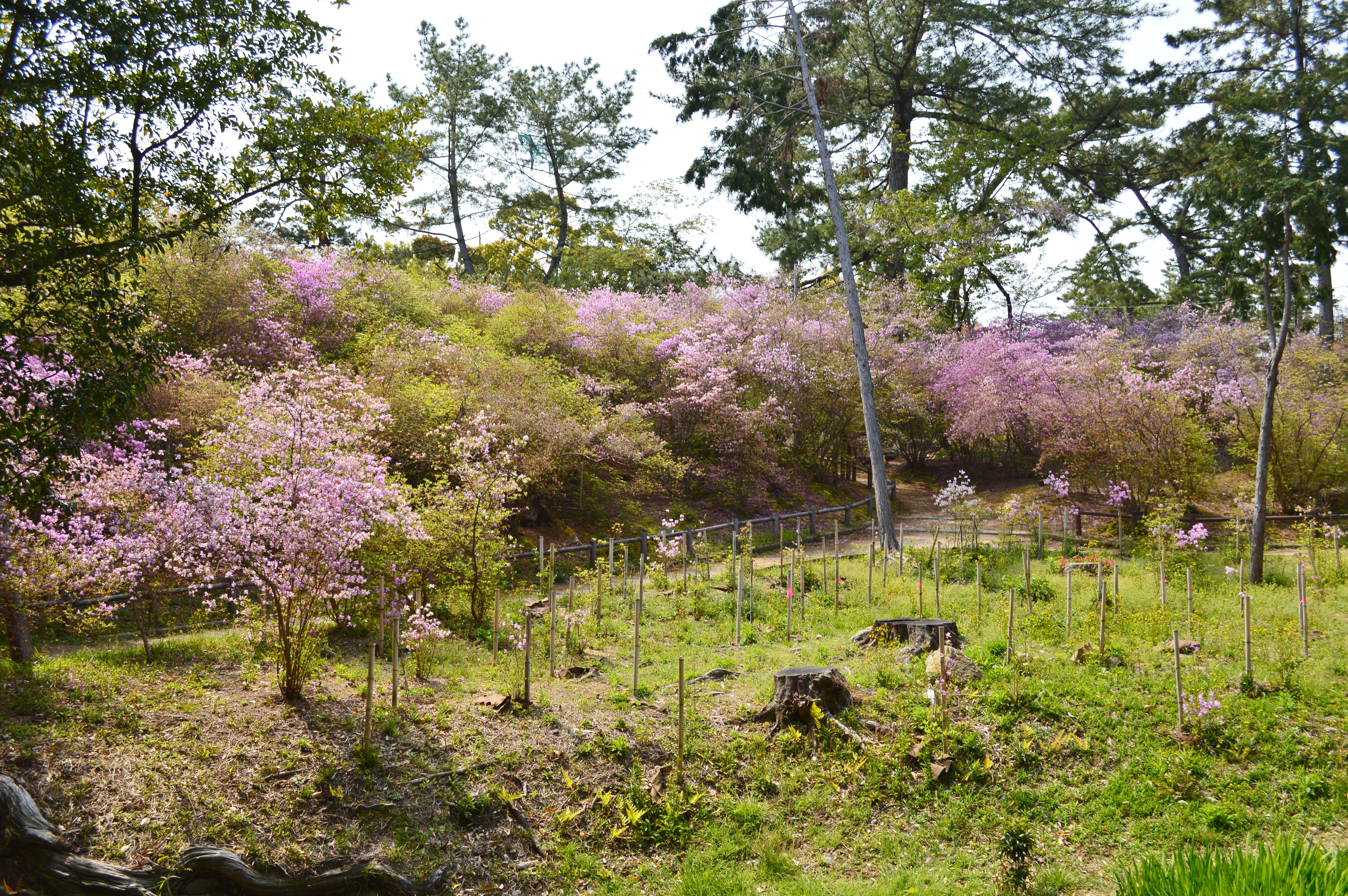
Las azaleas del santuario

El santuario es conocido por sus kobanomitsuba tsutsuji, una especie de azaleas. Todos los años en abril se celebra el festival primaveral, en el cual gira alrededor de las azaleas en flor.